# Plebanka (Kościerzyna)
Plebanka (kaszb. Kòscerzkô Plebônka) - wschodnia część Kościerzyny, położona w pradolinie rzeki Wierzycy i na zachód od linii kolejowej nr 201 Nowa Wieś Wielka – Gdynia Port. W kierunku północno-zachodnim znajduje się nieopodal stacji kolejowej część miasta zwana "Osiedle Plebanka".
Nazwa kulturowa, pochodzi od apelatywu plebanka = mieszkanie plebana (plebania).